# 下靳遗址
下靳遗址，位于山西省临汾市尧都区尧庙乡下靳村，是中华人民共和国山西省文物保护单位之一。
2004年6月10日，授予山西省文物保护单位，是一座古遗址。